# Andrij Serdinov
Andrij Viktorovitsj Serdinov (Oekraïens: Андрій Вікторович Сердінов) (Simferopol, 17 november 1982) is een Oekraïens zwemmer, die de bronzen medaille won op de 100 meter vlinderslag bij de Olympische Spelen in Athene 2004.
In 2003 had Serdinov minder dan één dag het wereldrecord op de 100 meter vlinderslag in handen, dezelfde dag werd het nog verbeterd door Michael Phelps. Zijn gezwommen tijd (51,36) op de 100 meter vlinderslag tijdens de bronzenrace in Athene betekende een verbetering van het Europees record.